# Дементьєв Денис Геннадійович
Денис Геннадійович Дементьєв (рос. Денис Геннадьевич Дементьев; 3 лютого 1982, Псков, РРФСР — 4 лютого 2023, Кремінна, Україна) — російський офіцер, лейтенант ПДВ РФ. Герой Російської Федерації.

## Біографія
В 1999 році закінчив Псковський Міліцейсько-правовий ліцей (сьогодні — багатопрофільний правовий ліцей №8). З 2003 року служив за контрактом в 76-й десантно-штурмовій дивізії. Учасник Другої чеченської війни. Активно займався боксом і альпінізмом. В 2021 році закінчив Великолукську державну академію фізичної культури та спорту.
З 12 квітня 2022 року брав участь у вторгненні в Україну, командир парашутно-десантного взводу 104-го десантно-штурмового полку своєї дивізії. Загинув у бою. 24 лютого 2023 року був похований в Горнево.

## Нагороди

### Спортивні
- Триразовий чемпіон ПДВ з боксу
- Чемпіон 36-го Всеросійського  традиційного турніру з боксу класу «А» (2008)
- Чемпіон 4-го відкритого чемпіонату ПДВ з боксу в категорії понад 91 кілограм (2018)
- Звання «Майстер спорту Росії з боксу» (27 травня 2020)

### Військові
- Медалі
- Орден Мужності (24 жовтня 2022)
- Звання «Герой Російської Федерації» (14 лютого 2023, посмертно) — «за мужність і героїзм, проявлені під час виконання військового обов'язку.»